# Matthias Röder
Matthias Röder, né le 4 février 1972 à Hohenmölsen, est un céiste allemand pratiquant la course en ligne.
Il remporte la médaille d'or aux Championnats du monde de 1997 à Dartmouth en C-2 1 000 m avec Gunar Kirchbach, la médaille de bronze aux Championnats du monde de 1991 à Paris en C-1 1 000 m et la médaille de bronze aux Championnats du monde de 1993 à Copenhague en C-1 1 000 m.